# Polizeirevier 21
Polizeirevier 21 (Originaltitel: Detective Story) ist ein US-amerikanischer Film noir des Regisseurs William Wyler aus dem Jahr 1951 nach einem Bühnenstück von Sidney Kingsley. Der Film berichtet von einem Tag in einem New Yorker Polizeirevier.

## Handlung
Der Polizist Jim McLeod hasst alles, was gegen das Gesetz verstößt, und er ist auch nicht zimperlich im Umgang mit den Verdächtigen – und auch mit den Zeugen. An diesem Tag im 21. Polizeirevier bekommt er es mit einer sensiblen Ladendiebin zu tun. Gleichzeitig bearbeitet er den Fall des jungen Arthur, der seinem Chef Geld gestohlen haben soll. Und er muss einen Einbruch aufklären, mit dem Mr. Gennini in Verbindung gebracht wird.
Darüber hinaus verfolgt McLeod den Arzt Dr. Schneider, den er der illegalen Abtreibung beschuldigt. Als er gegen Arzt handgreiflich wird, beschuldigt ihn dieser der persönlichen Rache. Sein Chef übernimmt daraufhin den Fall und stellt über McLeods Frau Mary Nachforschungen an. Als McLeod von dem Ergebnis der Untersuchung erfährt, bricht für ihn eine Welt zusammen. Es kommt heraus, dass McLeods Frau vor Jahren eine Abtreibung bei Dr. Schneider vornehmen ließ. Der Vater des Kindes ist der Gangsterboss Tami Giacoppetti.

## Hintergrund
Das Bühnenstück, auf dem der Film basiert, wurde zwischen März 1949 und August 1950 insgesamt 581 Mal am Broadway aufgeführt. Die Rolle des Detective McLeod spielte Ralph Bellamy, Maureen Stapleton stellte seine Frau dar. Im Film übernahmen Joseph Wiseman, Horace McMahon, Michael Strong und Lee Grant ihre Bühnenrollen. Für Grant war es das Leinwand-Debüt. Der Film spielt ausschließlich in einem Polizeirevier, Außenaufnahmen gibt es nicht. Dafür ließ Regisseur Wyler das Bühnenbild des Broadway-Stücks im Studio genau nachbauen.
Der Co-Autor des Drehbuchs, Robert Wyler, war der ältere Bruder von William Wyler. Für die Kostüme war die mehrfach mit dem Oscar prämierte Edith Head verantwortlich.

## Kritiken
Der film-dienst bezeichnete den Film als eine „eindrucksvolle Verfilmung eines Broadwaystücks […] Hervorragend gespielt.“ Dirk Jasper beschrieb den Film in seiner Kritik als eine „[d]ramatische Story um einen übereifrig-engstirnigen Polizisten, der auf schmerzliche Weise feststellen muss, dass nicht alle Verbrecher ‚Untermenschen‘ sind – eine Paraderolle für Kirk Douglas. Das Geschehen konzentriert sich nur auf wenige Stunden und verlässt nie das Innere der Polizeiwache – daraus entsteht eine Atmosphäre der Klaustrophobie, die die Spannung ins Unerträgliche steigert.“

## Auszeichnungen
Bei der Oscar-Verleihung 1952 war der Film in den Kategorien Beste Regie (William Wyler), Bestes adaptiertes Drehbuch (Philip Yordan, Robert Wyler), Beste Hauptdarstellerin (Eleanor Parker) und Beste Nebendarstellerin (Lee Grant) für den Oscar nominiert. Der Film war zudem für den Golden Globe in den Kategorien Bester Film – Drama, Bester Hauptdarsteller – Drama (Kirk Douglas) und Beste Nebendarstellerin (Lee Grant) nominiert, ging hier jedoch ebenfalls am Ende leer aus.
Bei den Internationalen Filmfestspielen von Cannes erhielt Lee Grant 1952 einen Preis als Beste Darstellerin.

## Synchronisation
| Rolle                        | Darsteller      | Synchronsprecher    |
| ---------------------------- | --------------- | ------------------- |
| Detective James „Jim“ McLeod | Kirk Douglas    | René Deltgen        |
| Mary McLeod                  | Eleanor Parker  | Tilly Lauenstein    |
| Detective Lou Brody          | William Bendix  | Walther Suessenguth |
| Dr. Karl Schneider           | George Macready | Curt Ackermann      |
| Charly Gennini               | Joseph Wiseman  | Friedrich Joloff    |
| Arthur Kindred               | Craig Hill      | Herbert Stass       |
| Tami Giacoppetti             | Gerald Mohr     | Erich Fiedler       |

## Weitere Verfilmungen
- 1963: Detective Story – Polizeirevier 21 (deutscher Fernsehfilm) – Regie: Theo Mezger, mit Heinz Bennent, Konrad Georg, 	Hans E. Schons, Heidelinde Weis, Bruno Dietrich, Hans Christian Blech, Karl John
- 1968: Polizeirevier 21 (deutscher Fernsehfilm) – Regie: Heribert Wenk und Friedrich Schütter, mit Heinz Reincke, Erni Mangold, Rolf Jahncke, Bruno Vahl-Berg, Hans Peter Korff, Max Walter Sieg, Hans Timmermann